# 杖遠駅
杖遠駅（つえとおえき）は、樺太真岡郡野田町に存在した樺太庁鉄道西海岸線の駅。 

## 歴史
- 1937年（昭和12年）6月1日：開業[1]。
- 1941年（昭和16年）12月1日：駅休止。
- 1943年（昭和18年）4月1日：南樺太の内地化により、鉄道省に移管。同時に駅廃止。

## 駅名の由来
当駅の所在する地名からであり、地名の由来はアイヌ語の「チェトィ・ウシ・ナィポ」（食用粘土のある小川）による。 

## 隣の駅
樺太庁鉄道
西海岸線
野田駅 - 杖遠駅 - 久良志駅